# Kastell Aying

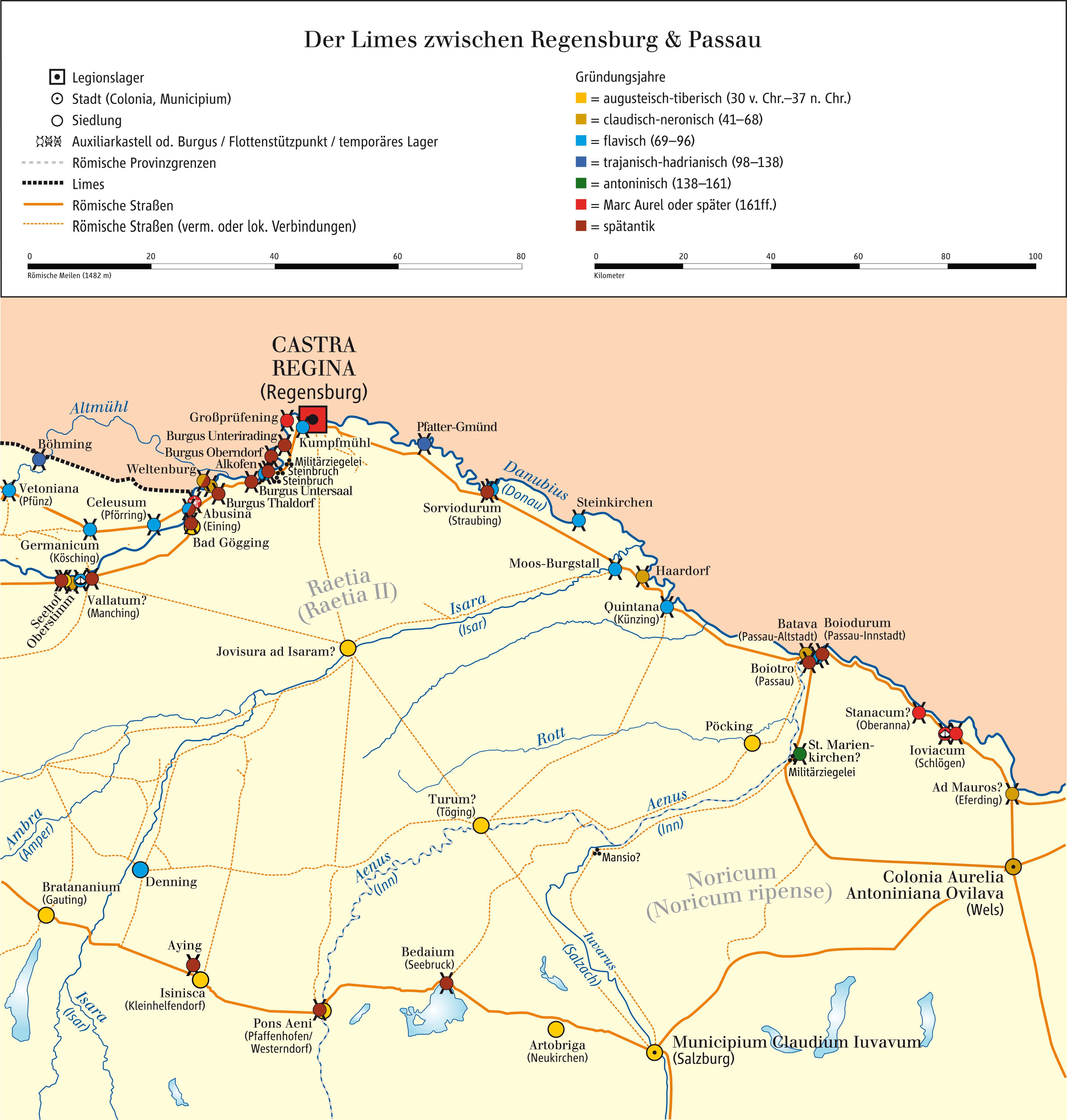
Der nördliche Grenzraum zwischen den Provinzen Raetia und Noricum

Das Kastell Aying ist ein nie fertiggestelltes römisches Militärlager, das als spätantike Befestigung für die Überwachung der bedeutenden Römerstraße von Iuvavum (Salzburg) über Pons Aeni (Pfaffenhofen am Inn) nach Augusta Vindelicum (Augsburg)  vorgesehen war. Als oberirdisch nicht sichtbares Bodendenkmal blieb der Befund am östlichen Ortsrand von Aying bis heute unüberbaut erhalten. Aying liegt im Südosten des Landkreises München im Regierungsbezirk Oberbayern. Die Identifizierung des geplanten Binnenkastells war 2016 sowohl für die Wissenschaft als auch für die örtlichen Heimatforscher bemerkenswert, da es hier bislang keinerlei Hinweise auf diesen römerzeitlichen Fundplatz gab, wobei andere Bodendenkmäler im Umfeld der römischen Befestigung durchaus bekannt waren.

## Forschungsgeschichte
Ein im Juli 2015 für den Bayerischen Denkmal-Atlas genutztes Luftbild des Gemeindegebiets von Aying wurde von dem Erdinger Archäologen Harald Krause im Zuge einer systematischen Auswertung der damals neuesten Senkrechtaufnahmen der Bayerische Vermessungsverwaltung zum Schlüssel für die Entdeckung des bis dahin unbekannten römischen Kastells. Krause erkannte in eindrucksvoller Deutlichkeit die Umrisse eines spätantiken Garnisonsorts mit Mauerzügen und rechteckigen Türmen, die sich im ausgereiften Getreide auf dem Foto abzeichneten. Im Juli 2016 fertigte Stefan Kluthe vom Archäologischen Verein Erding mit Hilfe eines Multikopters mehrere Luftbilder des Befundes an. Sie bestätigten die bereits auf dem ersten Luftbild aufgefallene ungewöhnliche Darstellung der Kastellmauern in Form von positiven Bewuchsmerkmalen. Üblicherweise hätte sich ein negatives Bewuchsbild zeigen müssen, da dies ein aufgehendes Mauerwerk andeuten würde. In dem vorliegenden Fall wurde daher zunächst von zwei Möglichkeiten ausgegangen: Entweder fielen die römischen Mauern nach ihrer Auflassung vollständig dem Steinraub zum Opfer, so dass nur noch die Ausbruchsgräben erhalten geblieben sind, oder das Kastell wurde niemals fertiggestellt. Damit wären in dem erhaltenen Grundriss lediglich die Aushubgräben für eine geplante Anlage erkennbar. Um hier Klarheit zu gewinnen, wurde der Geophysiker Jörg Faßbinder vom Bayerischen Landesamt für Denkmalpflege, Abteilung Denkmalerfassung und Denkmalforschung, beauftragt, eine großflächige geophysikalische Untersuchung durchzuführen. Dazu kam ein Förstersonden-Magnetometer sowie ein Cäsium-Totalfeldmagnetometer zum Einsatz. Der nordöstliche Eckturm wurde zusätzlich mit einem elektrischen Widerstandsmessgerät begangen. Nur die Nordwestecke der Anlage konnte nicht untersucht werden, da sie sich in einem Rotwildgehege befindet.

## Lage

Das geplante Kastell Aying nach dem geophysikalischen Befund von 2016

Das 22 × 22 m große Kleinkastell Gasr Bularkan in Libyen ist dem Ayinger Binnenkastell sehr ähnlich, wird aber in die diokletianisch oder vielleicht konstantinische Zeit datiert

Die während der Würmeiszeit über das oberbayerischen Voralpenland hinausgeschobenen Gletscher haben während und nach ihrer Existenz eine ausgeprägte Jungmoränenlandschaft hinterlassen. Das heutige Aying liegt in diesem Zusammenhang im nördlichen Randbereich der Münchner Schotterebene. Für die Errichtung des Kastells nutzten die römischen Geometer in Aying den Westhang eines rund 400 Meter langen und 60 bis 80 Meter breiten Endmoränenrückens. Der Standort des hangparallel an den Höhenlinien orientierten Wehrbaus liegt rund 15 bis 20 Meter über der Ebene. Von dort aus ist eine sehr gute Fernsicht nach Südwesten, Westen und Nordwesten gegeben. Die östlich gelegene, erhöhte Geländetopographie schließt in diese Richtung allerdings eine freie Sicht deutlich aus. Die militärischen Planungen zum Kastell orientierten sich, wie in der Regel üblich, auch am Vorhandensein einer nahegelegenen Quelle. Diese wurde noch bis zur 1999 erfolgten Eröffnung eines neuen Brauhauses von der 1878 gegründeten Brauerei Aying genutzt. Unmittelbar nordwestlich des Kastells wurden die heute von der modernen Bebauung gestörten Reste eines frühmittelalterlichen Siedlungsplatzes kartiert.

## Baugeschichte
Das in Aying festgestellte, von Eckturm zu Eckturm rund 62 × 67 Meter große rechteckige Kastellmodell lässt sich in allen Teilen des römischen Imperiums nachweisen. Es ist je nach Reichsteil, Lehrmeinung und Untersuchung möglicherweise bereits der Regierungszeit des Kaisers Diokletian (284–305), der konstantinischen Epoche (306–337) oder erst der Zeit des Kaisers Valentinian I. (364–375) zuzuordnen. Beispiele für diesen Kastelltyp finden sich unter vielen anderen mit dem schweizerischen Kastell Irgenhausen (valentinianisch) oder dem libyschen Kleinkastell Gasr Bularkan (diokletianisch?/konstantinisch?) im Hinterland des Limes Tripolitanus. Die Autoren der Erstbeschreibung von Aying waren sich einig, die Anlage der Zeit des valentinianischen Festungsbauprogramms aufgrund ähnlicher, teilweise dendrochronologisch gesicherter Bauten zuzuschreiben. Die Funktion des Binnenkastells innerhalb der spätantiken Provinz Raetia II sollte sein, eine der wichtigsten raetischen Hauptstraßen zu sichern. Denn die Straße von Salzburg nach Augsburg führte nur zwei Kilometer südlich an Aying vorbei in den Hofoldinger Forst. Nach den Untersuchungen von Faßbinder umschloss die geplante Umfassungsmauer eine Innenfläche von rund 46 × 50 Metern (rund 0,25 Hektar). Der Grundriss weist eine deutliche Nord-Süd-Ausrichtung auf, ist aber etwas nach Osten aus der Achse gedreht. Die ausgehobenen Fundamentgräben wiesen eine Breite von rund vier bis fünf Metern auf. Die geplante Anlage besaß vier aus dem Mauerverband herausragende rechteckige Ecktürme sowie drei ebenfalls herausstehende rechteckige Zwischentürme und im Süden einen ebensolchen Torturm. Wie die Untersuchungen verdeutlichten, war für die Fundamentierung aller Türme auf ihrer ganzen Fläche ein Aushub des Bodens vorgenommen worden. Lediglich bei dem südöstlich gelegenen Turm wurde wie bei der Umfassungsmauer nur ein Fundamentgraben angelegt. Damit blieb in der geplanten Turmmitte ein Erdblock erhalten. Der Grund für diese Maßnahme ist unbekannt. Mit dem Umfassungsgraben war anscheinend noch nicht begonnen worden. Die Innenfläche des geplanten Kastells ist vollkommen befundfrei und offenbar unbebaut. Lediglich einige kleiner Gruben lassen sich erkennen. Bemerkenswert ist die Tatsache, dass der Innenraum trotz eines natürlichen Gefälles von über drei Metern in Richtung Westen und Nordwesten so gut wie keine Strukturen aufweist, die auf Erdaufschüttungen oder Terrassierungen hindeuten könnten.
Unmittelbar südlich von Aying und rund um das nächst zur Römerstraße gelegene Peiß lassen sich römische Siedlungsspuren ausmachen. Auch an der Römerstraße selbst sind hier weitere römische Siedlungsreste gesichert. Der nächstgelegene Ort, der sich mit den Angaben in den überlieferten römischen Straßenverzeichnissen Itinerarium Antonini und Tabula Peutingeriana belegen lässt, nennt möglicherweise für den Raum Großhelfendorf/Kleinhelfendorf im 3./4. Jahrhundert eine Straßenstation mit dem Namen Isinisco beziehungsweise Isunisca. Zwar wurde der Ort selbst noch nicht archäologisch überzeugend lokalisiert, doch wurde er in der Vergangenheit mit Kleinhelfendorf identifiziert. Nachgewiesen sind explizit jedoch römischen Siedlungsspuren nördlich von Großhelfendorf. Durch dieses bekannte Fundgebiet zieht auch die hier 2017 archäologisch gesicherte römische Fernstraße nach Salzburg. Vielleicht liefert das neu entdeckte Kastell Diskussionen um die Lage von Isinisco beziehungsweise Isunisca.

## Denkmalschutz
Kastell Aying sowie die weiteren erwähnten Befundgebiete sind als eingetragene Bodendenkmale im Sinne des Bayerischen Denkmalschutzgesetzes (BayDSchG) geschützt. Nachforschungen und gezieltes Sammeln von Funden sind erlaubnispflichtig, Zufallsfunde sind den Denkmalbehörden anzuzeigen.